# 常磐音楽舞踊学院
常磐音楽舞踊学院（じょうばんおんがくぶとうがくいん、英名：Joban Music and Dance Institute）は、常磐興産に附属するダンサーの養成学校。宝塚音楽学校と同様に、1968年12月から福島県知事認可の各種学校となっている。
同社が経営する施設スパリゾートハワイアンズのフラガール「スパリゾートハワイアンズ・ダンシングチーム」のメンバーを育てている。

## 所在地
〒972-8555　福島県いわき市常磐藤原町蕨平50　

## 教授内容
就学期間は2年間で、クラシックバレエをベースに、ポリネシアン民族舞踊の基礎から指導している。カリキュラムは基礎科目（クラシックバレエ、モダンバレエ、ジャズダンス）、実践科目（フラメンコ、フラダンス、各種ポリネシアン民族舞踊、ウクレレ、声楽、ハワイアンミュージックなど）のほかに、一般科目として華道、茶道、書道を、さらに一般常識ほかもカリキュラムに組み入れている。
こうしたカリキュラムは、1956年に結成され、東京都世田谷区祖師谷を根拠地として活動していた常磐炭砿女子野球団「コールシスターズ」の選手たちが受けていた教育をベースとしているという。

## 入学条件
ダンサーの志望者として採用するが、スパリゾートハワイアンズを経営する常磐興産株式会社の入社試験という形式を執る。
応募資格は通常、募集年度に下記いずれかの学校を卒業見込の女子で、卒業年度末日時点で満22歳以下の者、年齢上限に満たないものが不採用となった場合は別の年に再度の応募が可能、最大2回の入試が可能となっている。
- 高等学校
- 専修学校専門課程（専門学校）
- 大学（短期大学を含む）

その他に身長の制限（160cm以上）などがある。応募締切は通常募集年度の1月末日としている。

## 入学後
入学（入社）後から数カ月は他の新規採用正社員と合同による研修教育を受け、さらに舞踏に関する基礎レッスンを経て通常は同年7月～8月に舞台デビューとなる。
学院で2年の課程を修了した後、修了者はプロのダンサーとして出演の契約締結をする。

## 沿革
- 1965年4月 - 日本初のフラダンス、ポリネシアン民族舞踊の学校として設立
- 1965年12月 - 東京都千代田区大手町のサンケイホールで「常磐音楽舞踊学院旗揚げ公演」を昼夜2回実施
- 1966年 - 当時日本音楽協会会長であった紙恭輔を顧問に委嘱
- 1967年 - 女子音楽科新設
- 1968年 - 学校教育法に基づく各種学校として福島県知事の認可
- 1969年 - 歌謡科新設
- 1971年 - 第22回NHK紅白歌合戦に紅組応援解ゲストとしてフラダンスチームが出演
- 2011年 - 東日本大震災後、全国きずなキャラバンを展開し、全国各地でフラを披露。同年観光庁長官表彰を受賞
- 2012年5月 - 沖縄県で開催された島サミットで、親善大使を務める
- 2014年4月 - 50期生となる6人が入社。
- 2014年7月 - 東京国際フォーラムにて開催された「常磐音楽舞踊学院50周年記念 東京公演」にて50期生お披露目。
- 2019年4月 - 55期生となる6人が入社。
- 2024年4月 - 60期生となる5人が入社。